# Kék Hullám InterCity
A Kék Hullám InterCity (elő- utószezonban expresszvonat) egy Budapest-Déli és Tapolca között 2 óránként közlekedő szezonális járat. A járat csak májustól szeptemberig közlekedik Napi 1-2 pár Szombathelyig közlekedik. Budapest-Déli és Balatonfüred között csak Budapest-Kelenföld, Székesfehérvár és Balatonalmádi állomásokon állnak meg. Balatonfüred és Tapolca között Szepezdfürdő és Badacsonyörs kivételével mindenhol megállnak. Vonatszámuk 197-tel kezdődik. Téli időszakban sebesvonatként név nélkül közlekedik több megállással.

## Történet
2013-as nyári szezonban indult sebesvonatként, 2 óránként Budapest és Tapolca között. A vonatok Budapest és Balatonfüred között csak Kelenföld, Velence, Gárdony, Székesfehérvár és Balatonalmádi állomásokon állnak meg. Balatonfüred és Tapolca között mindenhol megállnak.
2014-től már nem áll meg Velencén és Gárdonyban.
2016-os nyári szezontól 1 pár vonat meghosszabított útvonalon Szombathelyig közlekedik. Tapolca és Szombathely között csak Sümeg, Boba, Celldömölk és Sárvár állomásokon áll meg.
2020-tól már utószezonban is közlekedik, de Szombathelyre nem.
2021-től már előszezonban is közlekedik. Június 19-től a főszezonban a vonat InterCityként közlekedik tovább, Balatonszepezd és Badacsonyörsön nem állnak meg. A Szombathelyig közlekedő járatok Sümeg és Ukkon nem állnak meg, és hétvégén 2 pár vonat közlekedik.
2022-től elő- és utószezonban Fövenyes és Szepezdfürdő megállóhelyeken csak néhány járat áll meg. Nyári főszezontól megjelentek a bisztró kocsik.
2023-től elő- és utószezonban a vonatok expresszvonatként közlekednek.

## Útvonal
A vonat Budapest-Déli pályaudvarról indul Székesfehérvár, Balatonfüred érintésével közlekedik, de napi 1-2 pár tovább közlekedik Boba és Celldömölk érintésével Szombathelyre.

## Megállóhelyei
| \| Megállóhelyek InterCityként \| \| ------------------------------- \| \| 1. Budapest-Déli \| \| 2. Budapest-Kelenföld \| \| 3. Székesfehérvár \| \| 4. Balatonalmádi \| \| 5. Balatonfüred \| \| 6. Aszófő \| \| 7. Örvényes \| \| 8. Balatonudvari \| \| 9. Fövenyes \| \| 10. Balatonakali-Dörgicse \| \| 11. Zánka-Erzsébettábor \| \| 12. Zánka-Köveskál \| \| 13. Balatonszepezd \| \| 14. Révfülöp \| \| 15. Balatonrendes \| \| 16. Ábrahámhegy \| \| 17. Badacsonytomaj \| \| 18. Badacsony \| \| 19. Badacsonylábdihegy \| \| 20. Badacsonytördemic-Szigliget \| \| 21. Nemesgulács-Kisapáti \| \| 22. Tapolca (fővégállomás) \| \| 23. Boba \| \| 24. Celldömölk \| \| 25. Sárvár \| \| 26. Szombathely (végállomás) \| Expresszvonatként néhány járat nem áll meg: - Fövenyes - Szepezdfürdő |
| Megállóhelyek InterCityként |
| 1. Budapest-Déli |
| 2. Budapest-Kelenföld |
| 3. Székesfehérvár |
| 4. Balatonalmádi |
| 5. Balatonfüred |
| 6. Aszófő |
| 7. Örvényes |
| 8. Balatonudvari |
| 9. Fövenyes |
| 10. Balatonakali-Dörgicse |
| 11. Zánka-Erzsébettábor |
| 12. Zánka-Köveskál |
| 13. Balatonszepezd |
| 14. Révfülöp |
| 15. Balatonrendes |
| 16. Ábrahámhegy |
| 17. Badacsonytomaj |
| 18. Badacsony |
| 19. Badacsonylábdihegy |
| 20. Badacsonytördemic-Szigliget |
| 21. Nemesgulács-Kisapáti |
| 22. Tapolca (fővégállomás) |
| 23. Boba |
| 24. Celldömölk |
| 25. Sárvár |
| 26. Szombathely (végállomás) |

## Vonatösszeállítás
Vonatösszeállítás 2024. június 22-étől:
| Kocsiszám | Típus                  |
| --------- | ---------------------- |
|           | MÁV V43 villanymozdony |
|           | MÁV 418 dízelmozdony   |
|           | MÁVRT ME dízelmozdony  |
| 5         | START Bmx              |
| 4         | START Bdmpee           |
| 3         | START Bpmz             |
| 2         | START Bmz              |
| 1         | START ARmz             |

| Kocsiszám | Típus                  |
| --------- | ---------------------- |
|           | MÁV V43 villanymozdony |
|           | MÁV 418 dízelmozdony   |
|           | MÁVRT ME dízelmozdony  |
| 4         | START By/Byee          |
| 3         | START By/Byee          |
| 2         | START By/Byee          |
| 1         | Bdmpee                 |